# Zonophora diversa
Zonophora diversa är en trollsländeart som beskrevs av Belle 1983. Zonophora diversa ingår i släktet Zonophora och familjen flodtrollsländor. Inga underarter finns listade i Catalogue of Life.